# حوسبة خضراء

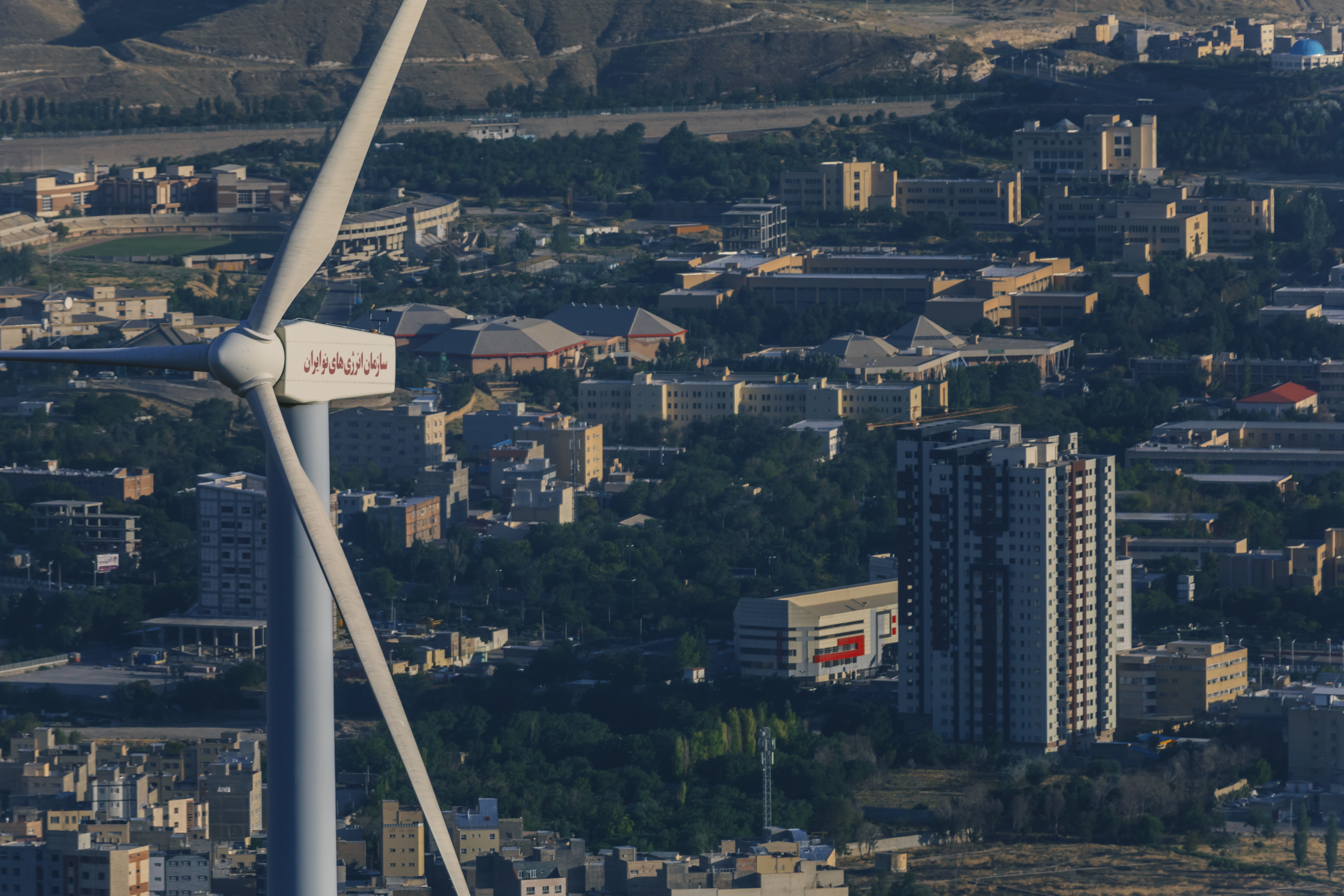

الحوسبة الخضراء، أو تقنية المعلومات الخضراء، أو استدامة تقنية معلومات الحواسيب تشير إلى الحوسبة أو تقنية المعلومات المستدامة بيئيًا. في مقالة تسخير تقنية المعلومات الخضراء: مبادئ وممارسات  يعرف سان مورجسن حقل الحوسبة الخضراء بأنه «دراسة وممارسة تصميم، وتصنيع، واستخدام، والتخلص من الحواسيب، والخوادم، والأنظمة الفرعية المرافقة - مثل المراقيب، والطابعات، ووسائط التخزين، وأنظمة التشبيك والاتصالات - بكفاءة وفعالية مع أقل أو لا تأثير على البيئة.» إن أهداف الحوسبة الخضراء مشابهة للكيمياء الخضراء؛ تقليل المواد القابلة للاشتعال، رفع فعالية الطاقة خلال دورة حياة المنتج، ورفع قابلية إعادة التدوير، وقابلية التحلل الحيوي للمنتجات الهالكة ومخلفات التصنيع. إن الأبحاث مستمرة في مجالات محورية مثل جعل استخدام الحواسيب أكثر كفاءة في استخدام الطاقة قدر الإمكان، وتصميم خوارزميات وأنظمة للكفاءة المتعلقة بتقنيات الحواسيب.

## أصول
في 1992، أطلقت وكالة حماية البيئة الأمريكية مشروع نجمة الطاقة، وهو برنامج تصنيف طوعي مصمم لنشر مفهوم فعالية الطاقة في المراقيب، وأدوات التحكم في المناخ، والأجهزة الأخرى. وكانت النتيجة هي انتشار واسع النطاق لنمط وضع الاستعداد في الإلكترونيات الاستهلاكية. ثم طرح اتحاد الموظفين المحترفين السويدي برنامج شهادة تي سي أو لنشر الانبعاثات المغناطيسية والكهربية في شاشات الحاسوب المبنية على أنبوب الأشعة المهبطية؛ تم توسيع هذا البرنامج لاحقًا ليتضمن مواصفات تتعلق باستهلاك الطاقة، والهندسة الإنسانية، واستخدام المواد القابلة للاشتعال في البناء.

## تقنيات الحوسبة الخضراء
تهدف الحوسبة الخضراء إلى تقليل الطاقة المستهلكة من قبل الحواسيب والأجهزة الالكترونية، وتقليل الإشعاعات الخطيرة المنبعثة منها، وزيادة أرباح المؤسسات. هذا القسم سيشرح التقنيات التي يتم استخدامها من قبل الحوسبة الخضراء لتحقيق الأهداف المذكورة أعلاه.

### التنمية والبرمجيات الأفضل (Software and Development Optimization)
إن تكلفة الأجهزة الالكترونية بتناقص مستمر نتيجة التنافس الكبير الموجود بصناعة الحاسوب ومكوناتها، لكن تكلفة تنفيذ البرامج والخوارزميات التي يتم كتابتها ما تزال كبيرة وتستهلك موارد أجهزة الحاسوب والطاقة. واحدة من أهم الحلول هو استخدام الخادم المركزي، الذي يقلل من الطاقة المستهلكة لأنه يدعم أكثر من مستخدم بنفس الوقت.

### الافتراضية (Virtualization)
الافتراضية هي تقنية جديد ظهر في الآونة الأخيرة. تهدف هذه التقنية لتقليل الطاقة والتكاليف، وكما أنها تساعد في زيادة الموثوقية، كما أنها تشكل البنية الأساسية للحوسبة الضبابية. الحوسبة الضبابية هي طريقة لمشاركة الموارد الحاسوبية عبر الإنترنت. الحوسبة الضبابية تسمح لمجموعة من المستخدمين من التشارك بنفس الجهاز الفعلي عن طريق تقسيمه إلى أجهزة افتراضية. هذه التقنية تساعد في تقليل كمية الغازات الدفيئة المنبعثة؛ لان عدد كبير من الأجهزة يتم استبدالها بجهاز فعلي واحد. وكما أنها تقلل التكلفة على المستخدمين؛ حيث أن المستخدم يدفع فقط مقابل الموارد التي قام باستخدامها. كما أن المستخدم لم يعد قلقا بعمليات الصيانة. إن الحوسبة الضبابية ساعدت بشكل كبير بالحفاظ على البيئة. بينما تعاني هذه التقنية الكثير من التحديات كقدرتها على تلبية جميع الخدمات التي تصلها في حال قلة الأجهزة الافتراضية.

### إدارة الطاقة (Power Management)
هناك عدة طرق لتوفير الطاقة أهمها إيقاف تشغيل الأجهزة عند الانتهاء من استخدامها. كما انه معظم الأجهزة وأنظمة التشغيل حاليا توفر العديد من المميزات والطرق لترشيد استهلاك الطاقة.

#### إيقاف تشغيل الأجهزة (Powering off Computing Devices)
المستخدم يجب أن يكون مسؤولا بترشيد استهلاك الطاقة، ولذلك يتوجب عليه إيقاف تشغيل الأجهزة عند الانتهاء من استخدامها.

#### وضعيات توفير الطاقة (Power Saving Modes)
معظم الأجهزة وأنظمة التشغيل تدعم العديد من وضعيات توفير الطاقة ومنها حافظات الشاشة، هذه الوضعية تسمح للشاشة بالدخول في حالة سبات بعد فترة معينة من حالة عدم النشاط. مراقبة وضع السكون، هذه الوضعية تتسبب بإيقاف تشغيل الشاشة بعد فترة معينة من حالة عدم النشاط، تقوم هذه الوضعية بتوفير كم كبير من الطاقة. على سبيل المثال شاشة ديل (DELL20) تقل فيها الطاقة المستهلكة من55 واط إلى 3 واط في هذه الوضعية. هناك أيضا وضع سكون القرص الصلب، لكن كمية الطاقة التي يتم توفيرها بهذه الوضعية ليس بكبير.
بينما وضعية الاستعداد تقوم بإيقاف جميع مكونات الحاسوب بعد فترة من وضع السكون. تمتاز هذه الوضعية بسرعة استرجاع النظام عند إعادة التشغيل، لذلك تعدّ هذه الطريقة الأفضل من حيث الراحة للمستخدم، والحفاظ على البيئة، لكن كمية الطاقة التي يستهلكها الحاسوب بهذه الوضعية ليست بقليلة تصل إلى 5 واط.
الوضعية الأخيرة التي تدعمها الأنظمة حاليا هي وضعية السبات والتي تقوم بخطوة إضافية مقارنة بوضعية الاستعداد، حيث تقوم بتحميل الذاكرة على القرص الصلب وتقوم بإيقاف جميع مكونات الحاسوب. تعدّ هذه الطريقة الأفضل من حيث كمية الطاقة المستهلكة والتي تصل إلى 3 واط، لكنها تحتاج إلى وقت أطول عند إعادة التشغيل، لأنها تحتاج لتحميل الذاكرة من القرص الصلب أولا، من ثم استرجاع النظام.
لقد نجحت أنظمة التشغيل والأجهزة بشكل عام بدعم الوضعيات المختلفة التي من شأنها توفير الطاقة المستهلكة. لكن ظاهرة الحمل الوهمي (phantom load) ما زالت موجودة، والتي تعني أن الأجهزة تستمر باستهلاك كمية صغيرة من الطاقة تقدر بين 1-3 واط بالرغم من إيقاف معظم أجزائها، لان الجهاز يبقى متصلا بالقابس، كما أن الأجهزة تحتاج هذه الكمية الصغيرة من الطاقة للبقاء متصلة مع الشبكات.

### الأوراق الالكترونية (E-documents)
تعرف الأوراق الالكترونية بأنها الشكل الرقمي للأوراق المطبوعة. الأوراق الالكترونية قللت الحاجة لشراء وطباعة الكتاب أو حتى الاهتمام بمكان تخزينها. ففي السنوات الثلاث الأخيرة ما يزيد عن 200 مليون كتاب الكتروني تم تنزيلها من المواقع المختلفة
إن الاعتماد على الخدمات الالكترونية وفر كثيرا على المستخدمين، كما أنه ساعد بشكل كبير بالحفاظ على البيئة عن طريق تقليل قطع الأشجار والغابات والتي بدورها تستطيع امتصاص الغازات الدفيئة الملوثة للبيئة.

### التخلص من النفايات الالكترونية (Electronic Waste)
تعدّ النفايات الالكترونية واحدة من أهم الأمور التي تؤثر سلبا على البيئة. وذلك لان الأجهزة الالكترونية تتكون من مواد سامة ولا تتحلل عند التخلص منها. لذلك التخلص من النفايات الالكترونية يعدّ أمرا في غاية الأهمية، لان التخلص منها بطرق غير مدروسة يسبب مشاكل صحية وأخرى بيئية.
لقد نشرت مؤسسة حماية البيئة أن 15-20% من النفايات الالكترونية يتم إعادة استعمالها، بينما بقية الأجهزة القديمة والمعطلة يتم التخلص منها في مكبات النفايات. لذلك يتوجب علينا إعادة استعمال وتجديد وتدوير الأجهزة الالكترونية القديمة.

#### إعادة الاستعمال (Reuse)
يجب الاستمرار في استعمال الأجهزة القديمة ما دامت تلبي الاحتياجات المطلوبة، والذي بدوره سيقلل من الآثار السلبية الناجمة عن التخلص منها في مكب النفايات، وصناعة أجهزة جديدة.

#### تجديد الأجهزة القديمة (Refurbish)
من الممكن استبدال أو تغيير الأجزاء المكونة للأجهزة الالكترونية، والذي بدوره يقلل من تكلفة شراء جهاز جديد. كما انه من الممكن التبرع بهذه الأجهزة للجمعيات الخيرية والمدارس بحال عدم ملائمتها للاحتياجات الحالية.
لقد ظهر في الآونة الأخيرة الكثير من الشركات والأسواق التي تدعم شراء وتجديد الأجهزة الالكترونية بأسعار مغرية.

#### إعادة التدوير (Recycle)
عند استحالة تجديد أو إعادة استعمال الأجهزة الالكترونية، يظهر خيار إعادة التدوير. إن إعادة تدوير هذه الأجهزة يعدّ عملية صعبة للغاية؛ لان الأجهزة الالكترونية تحتوي على مواد خطيرة كالكربون والزئبق وغيرها من المواد السامة والغير متحللة.
إن دفن أجهزة الحواسيب ومكوناتها ينتج عنه مواد كيمائية ضارة قد تتسرب لشبكات المياه. كم أن حرقها يسبب انبعاث الغازات سامة التي تلوث الهواء وتهدد الحياة البشرية. لذلك يتوجب علينا إعادة تدويرها بطرق خاصة لاستخراج المواد الأساسية المكونة لها لإعادة استخدامها والاستفادة منها.

## هامش
1. ↑  Harnessing Green IT: Principles and Practices